# Brandi Rhodes
Brandi Alexis Reed (née le 23 juin 1983 à Canton, Michigan) est une annonceuse de catch, une catcheuse et une dirigeante de fédération de catch américaine.
D'abord mannequin, elle se fait ensuite connaître pour son travail à la World Wrestling Entertainment sous le nom d'Eden, où elle était annonceuse et intervieweuse, ainsi qu'à la All Elite Wrestling, sous le nom de Brandi Rhodes, où elle était catcheuse et responsable de la division féminine de la compagnie.

## Jeunesse
Brandi Reed grandit dans le Michigan et rêve de devenir journaliste. Elle étudie le journalisme à l'université du Michigan puis en Floride à l'université de Miami où elle obtient un master. En parallèle à ses études, elle est présentatrice d'un journal télévisé sur une chaîne de télévision locale dans le Michigan puis et fait du mannequinat,.

## Carrière

### World Wrestling Entertainment (2011)

#### Florida Championship Wrestling (2011)
Brandi Reed signe un contrat avec la World Wrestling Entertainment en mars 2011. Elle est envoyée au centre de développement de la fédération, qui était alors la Florida Championship Wrestling. Elle fait ses débuts en accompagnant Lucky Cannon pendant ses combats.

#### Annonceuse (2011)
Elle fait ses débuts en tant qu'annonceuse à NXT le 12 juillet 2011 sous le nom d'Eden Stiles. Elle fait ses débuts dans le roster principal en tant qu'annonceuse le 12 mai 2011. Elle reste l'annonceuse officielle de NXT jusqu'en décembre 2011.
Elle demande sa libération de la WWE en décembre 2011.

### Retour à la World Wrestling Entertainment (2013-2016)

#### Annonceuse et Départ (2013-2016)
Elle fait son retour à la WWE en novembre 2013 toujours en tant qu'annonceuse. Elle devient l'annonceuse et l'intervieweuse principale de NXT dès son retour. Elle devient en mai 2014 intervieweuse à Raw et à SmackDown et annonceuse à Main Event.
Elle tient également depuis 2014 une chaîne de vidéos dans lesquelles elle raconte ses journées à la WWE et diffuse ses interviews des catcheurs et des divas de la WWE.
Elle est libérée de son contrat le 25 mai 2016, quelques jours après son mari Cody Rhodes,.

### Total Nonstop Action Wrestling (2016-2017)
Lors de Bound for Glory 2016, elle fait ses débuts avec son mari Cody Rhodes en attaquant Maria et Mike Bennett démarrant une rivalité entre les deux couples.

### Circuit indépendant (2017-2019)
Le 27 août 2017 lors de NEW Wrestling Under The Stars VI, elle bat Karen Q.

### Ring of Honor (2017-2018)
Le 29 juillet 2017, elle fait ses débuts à la ROH en perdant avec Sumie Sakai contre Jenny Rose et Mandy Leon.
Le 11 novembre 2017 lors de ROH Elite, elle perd contre Rain.
Le 7 avril 2018 lors de Supercard of Honor XII, elle est accidentellement envoyée à travers une table par son mari Cody. Le 15 avril lors de ROH Masters of the craft, elle perd avec Jenny Rose et Madison Rayne contre Tenille Dashwood, Sumie Sakai et Deonna Purrazzo.

### All Elite Wrestling (2019-2022)

#### Débuts etThe Nightmare Collective(2019-2020)
En 2019, Rhodes devient la "Chief brand Officer" de la All Elite Wrestling, fédération naissante cofondée par son mari.
Lors de Double or Nothing, 25 mai 2019, Rhodes apparaît durant le triple threat match entre Britt Baker, Nyla Rose et Kylie Rae et annonça que Awesome Kong est ajoutée au match, qui sera remporté par Baker. Rhodes effectua ses débuts lors de AEW Fight for the Fallen le 13 juillet 2019 battant Allie à la suite d'une intervention de Kong. Le 31 août à All Out, elle participa à la Casino Battle Royale, élimina Baker et Allie mais échoua à remporter le match au profit de Nyla Rose. Durant les mois qui suivirent, Rhodes et Kong commencèrent à couper et collecter les cheveux de catcheuses.
Les deux femmes formèrent un clan nommé The Nightmare Collective, elles sont rejointes par Mel et Luther au sein de ce clan. Lors du Bash at the Beach, Mel et Kong devaient affronter Kris Statlander et Hikaru Shida, cependant Kong ne fut pas médicalement apte et fut remplacée par Rhodes perdant le match.
The Nightmare Collective fut mal reçu par les fans de la AEW ce qui poussa Rhodes à quitter le groupe en février, en même temps, Kong cessa d'apparaître car elle participa au tournage de la série de Netflix : GLOW ce qui conduisit à la dissolution du clan.

#### Face Turn,The Nightmare Sisterset départ (2020-2022)
Les semaines qui suivirent, Rhodes accompagna son mari lors de ses matchs, effectuant un Face Turn et fonda avec Dustin Rhodes et QT Marshall l'équipe des Natural Nightmares qu'elle escorta lors de matchs.
En juin, Rhodes commença à faire équipe avec Allie sous le nom d'équipe "The Nightmare Sisters". Lors de Fight for the Fallen le 15 juillet, elle battent M.J Jenkins et Kenzie Page.
Le 15 février 2022, la compagnie annonce son départ ainsi que celui de Cody.

## Palmarès
- DDT-Pro-Wrestling
  - 1 fois Ironman Heavymetalweight Championship

## Vie privée

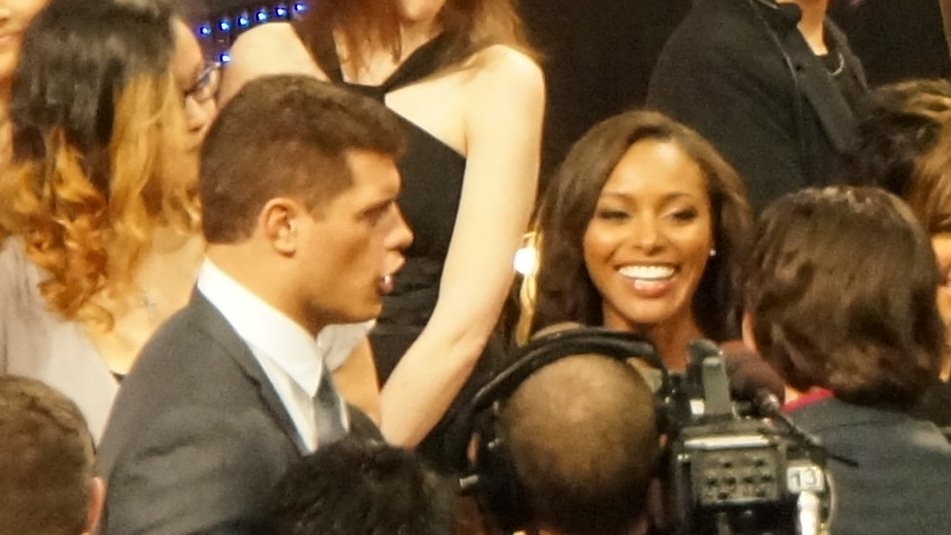
Brandi Rhodes et son mari Cody Rhodes (à gauche) à la cérémonie du WWE Hall of Fame, le 15 avril 2014.

- Elle s'est mariée en septembre 2013 avec le catcheur Cody Rhodes. Elle est de ce fait la belle fille du WWE Hall of Fame Dusty Rhodes et la belle sœur de la superstar de l'AEW Dustin Rhodes[25],[26].
- Le 18 juin 2021, Cody et elle sont officiellement parents d'une petite fille prénommée Liberty[27].

## Autres médias
Brandi Reed est apparue dans des spots publicitaires pour Budweiser et KFC. Elle a aussi posé pour le magazine Maxim.
Le 2 novembre 2017, il est annoncé que Brandi Rhodes allait rejoindre la distribution de la télé-réalité WAGS Atlanta sur la chaîne E! diffusé depuis le 3 janvier 2018.

## Confection Swimwear
Elle crée en 2012 sa propre chaîne de maillots de bains : Confection Swimwear.